# Johannes Hartwig
Richard Johannes Hartwig (* 23. Oktober 1886 in Dresden; † 15. Mai 1948)  war ein deutscher Politiker (DVP, DNVP, KVP) und Abgeordneter des Sächsischen Landtages.

## Leben
Hartwig, Sohn eines Civilingenieurs, war Reichsbahnrat, Regierungsbaurat und Dr.-Ing. 
Von 1922 bis 1924, 1927 bis 1929 und 1931 bis 1932 war er Mitglied des Dresdner Stadtverordnetenkollegiums, zunächst für die Deutsche Volkspartei, ab November 1928 für die Deutschnationale Volkspartei und ab 1931 für die Konservative Volkspartei. Von 1925 bis 1926 gehörte Hartwig als Nachrücker für die DVP dem Sächsischen Landtag an.
Am 29. Dezember 1915 heiratete er Louise Margarete Canzler (* 22. Mai 1888 in Leipzig), Tochter des Baurats Conrad Canzler.